# Kismet (commedia)
Kismet è una commedia teatrale scritta da Edward Knoblauch nel 1911, ambientata a Baghdad.
La prima dello spettacolo si tenne a Londra, al Garrick Theatre, il 19 aprile 1911. La commedia, interpretata da Oscar Asche nel ruolo di Haji e da Lily Brayton in quello di Marsinah, ottenne un grande successo, tanto da venir replicata per due anni. Asche e Brayton (che erano sposati) portarono sullo schermo i loro personaggi nella prima versione cinematografica della commedia in Kismet, un film britannico del 1914.
Kismet venne ripresa a Broadway, prodotta da Harrison Grey Fiske: i ruoli principali furono affidati a Otis Skinner e a Rita Jolivet. La commedia, che debuttò a New York la sera di Natale del 1911, ebbe 184 repliche.
Anche Skinner, come aveva fatto prima di lui Asche, riprese per il cinema il ruolo di Haji in due diverse versioni cinematografiche, una del 1920 e la seconda - prima versione sonora - del 1930, quando l'attore aveva già compiuto i 72 anni.

## Trama
Haji, un mendicante di Bagdad, si trova coinvolto suo malgrado in un complotto per uccidere il giovane califfo. Costui, nel frattempo, mentre si aggira travestito per le vie della città, conosce Marsinah, la bella figlia di Haji, e se ne innamora. La ragazza è oggetto delle brame del perfido Mansur, il vizir, che vorrebbe chiuderla nel suo harem dopo aver eliminato il califfo per mezzo di Haji. Ma il mendicante riesce ad avere la meglio: il cattivo viene eliminato e lui ottiene i favori della sua bella vedova.

## Cast Broadway 25 dicembre 1911

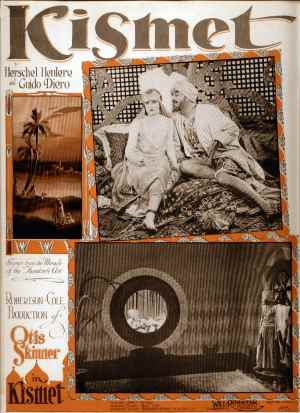
Copertina del disco della canzone Kismet incisa da Guido Deiro (1920)

- Otis Skinner: Hajj
- Rita Jolivet: Marsinah
- Fred Eric: califfo Abdullah
- Eleanor Gordon:Kut-al-Kulub
- Hamilton Revelle: vizir Mansur
- Amelia Barleon: Kabirah
- Sheridan Block: sceicco Jawan
- Harrison Carter: Zayd
- Del De Louis: Imam Mahmund
- Macy Harlam: Kasim, un mendicante
- Daniel Jarrett: Amru
- Bennett Kilpack: Afife
- William Lorenz: aiutante di Mansur
- Sydney Mather: Nasir
- Merle Maddern: Miskah
- George Relph: Kafur
- Violet Romer: Almah
- Martin Sanders: Gaoler Kistayt
- T. Tamamoto: muezzin
- John Webster: mufti

### Trasposizioni cinematografiche
- Kismet di Leedham Bantock (UK) con Oscar Asche, Lily Brayton (1914)
- Kismet di Louis J. Gasnier (Waldorf) con Otis Skinner, Rosemary Theby, Elinor Fair (1920)
- Il mendicante di Bagdad (Kismet) di John Francis Dillon (Warner Bros.) con Otis Skinner, Loretta Young, David Manners (1930)
- Kismet di William Dieterle (Warner Bros.) con Gustav Fröhlich, Dita Parlo, Vladimir Sokoloff (1931)
- Kismet di William Dieterle (MGM) con Ronald Colman, Marlene Dietrich, Edward Arnold (1944)
- Uno straniero tra gli angeli (Kismet) di Vincente Minnelli (MGM) con Howard Keel, Ann Blyth, Vic Damone, Dolores Gray (1955)